# سومیت مالیک
سومیت مالیک (به انگلیسی: Sumit Kumar ؛ زادهٔ ۹ ژانویهٔ ۱۹۹۳) یک کشتی‌گیر آزادکار اهل هند است.